# Cubryńska Strażnica
Cubryńska Strażnica (2332 m n.p.m.) – szczyt w masywie Cubryny (2376 m) w Tatrach Polskich. Znajduje się w północnej grani Cubryńskiego Zwornika, pomiędzy nim a Turnią Zwornikową, w odległości około 85 m na północny wschód od Cubryńskiego Zwornika. Cubryńska Strażnica jest zwornikiem; ku północnemu zachodowi poprzez Żelazko odbiega od niej grańka do Mnichowej Kopy. Wschodnie stoki Cubryńskiej Strażnicy opadają do żlebu z Hińczowej Przełęczy oraz na Wielką Galerię Cubryńską.
W przewodnikach wspinaczkowych Witolda Henryka Paryskiego i Władysława Cywińskiego Cubryńska Strażnica nie jest nazwana. Władysław Cywiński wzmiankuje ją w opisie drogi wspinaczkowej (nr 82) górną częścią północnej grani Cubryny. Autorem nazwy kulminacji jest Grzegorz Głazek, który podaje ją w swoich opracowaniach topograficznych masywu Cubryny. Cubryńska Strażnica bywa przedstawiana jako najwyższy szczyt tatrzański wznoszący się całkowicie w Polsce. Jest to jednak szczyt o niewielkiej wybitności. W zestawieniu wybitnych szczytów tatrzańskich najwyższym szczytem całkowicie znajdującym się na terenie Polski pozostaje Kozi Wierch.
Znad Morskiego Oka Cubryńska Strażnica wygląda na najwyższy szczyt masywu Cubryny, jest to jednak tylko za sprawą perspektywy; jest bliżej niż właściwy, wyższy wierzchołek Cubryny.